# Santiago Montoya
Santiago Montoya Muñoz (Medellín, 15 settembre 1991) è un ex calciatore colombiano, di ruolo centrocampista.

## Carriera
Ha giocato nella massima serie colombiana e in quella brasiliana.